# Ordem da Cultura

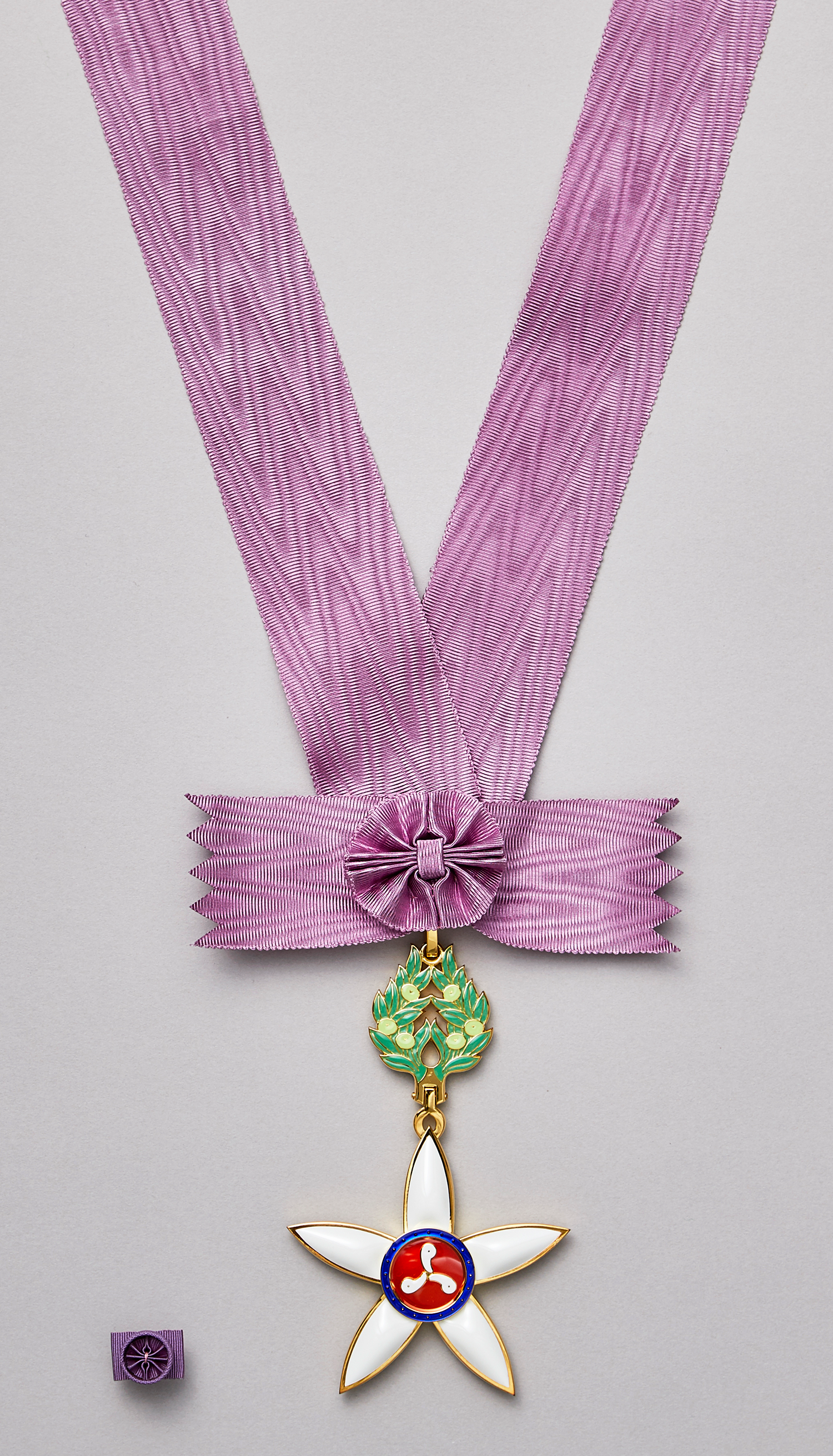
Ordem da Cultura

Ordem da Cultura (em japonês: 文化 勲 章; romaniz.: Bunka-kunshō) é uma ordem japonesa, estabelecida em 11 de fevereiro de 1937. Tem apenas uma classe e pode ser concedida a homens e mulheres por contribuições à arte, literatura, ciência e tecnologia do Japão, ou qualquer coisa relacionada à cultura em geral; os destinatários do pedido também recebem uma anuidade vitalícia. A ordem é conferida pelo imperador do Japão pessoalmente no Dia da Cultura (3 de novembro) de cada ano.

## Sistema de reconhecimento
A Ordem da Cultura e Pessoas de Mérito Cultural atuam juntas em homenagem às contribuições para o avanço e desenvolvimento da cultura japonesa em uma variedade de campos, como ciência, artes e outros.

### Ordem da Cultura
O próprio imperador entrega a homenagem na cerimônia de premiação, que acontece no Palácio Imperial no Dia da Cultura (3 de novembro). Os candidatos à ordem são selecionados entre as Pessoas de Mérito Cultural, pelo ministro da Educação, Cultura, Desporto, Ciência e Tecnologia, ao ouvir todos os membros da comissão de seleção para Pessoas de Mérito Cultural. O ministro então recomenda os candidatos ao primeiro ministro para que possam ser decididos pelo Gabinete.

### Pessoas de Mérito Cultural
O sistema de Pessoas de Mérito Cultural foi estabelecido em 1951 pela Lei de Pensões para Pessoas de Mérito Cultural. O objetivo é homenagear pessoas de mérito cultural, fornecendo uma pensão especial patrocinada pelo governo. Desde 1955, os novos homenageados são anunciados no Dia da Cultura, o mesmo dia da cerimônia de premiação da Ordem da Cultura.